# Gammazita

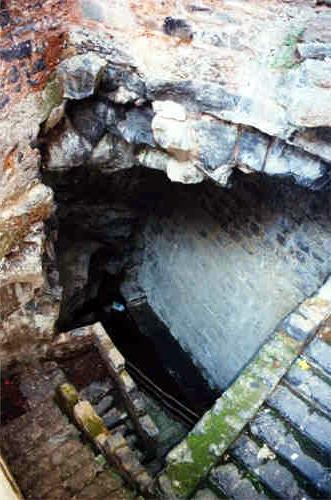
Accesso al pozzo di Gammazita.

Gammazita è la giovane protagonista di una leggenda catanese legata alle vicende del casato degli Angioini di Sicilia. Il suo nome è stato dato anche a un sito del centro storico della città siciliana, una cavità naturale chiamata appunto "Pozzo di Gammazita".

## La leggenda di Gammazita
Il racconto popolare narra di una virtuosa ragazza catanese che, verso il 1280 preferì gettarsi in un pozzo, invece di cedere alle insidie di un soldato francese (tradizionalmente indicato con il nome di Droetto) che si era invaghito di lei.
Il racconto presenta sicuramente un collegamento con la realtà storica: fa riferimento alle angherie compiute dai dominatori francesi sugli oppressi siciliani, una delle cause dello scoppio dei Vespri siciliani del 30 marzo 1282.
La leggenda sembra anche voler spiegare come macchie del sangue di Gammazita i depositi ferruginosi lasciati da una sorgente minerale, che scaturiva a Catania tra le lave di Via San Calogero, e da qualche tempo disseccate.